# Liste der Singles in den Billboard-Charts (1947)
Die Liste der Singles in den Billboard-Charts (1947) ist eine vollständige Liste der Songs, die sich im Kalenderjahr 1947 in den von Billboard veröffentlichten Charts der USA platzieren konnten.
Bei der Aufstellung ist zu beachten, dass sich in den Billboard-Charts A- und B-Seite eines Tonträgers auch einzeln platzieren konnten; in diesem Fall werden sie in dieser Liste entsprechend separat aufgeführt. Die Angaben zur Anzahl der Wochen sowie der Bestplatzierung entsprechen dem Zeitrahmen des jeweiligen Kalenderjahres und bilden somit nur eine Teilstatistik ab. In diesem Jahr platzierten sich insgesamt 93 Songs.

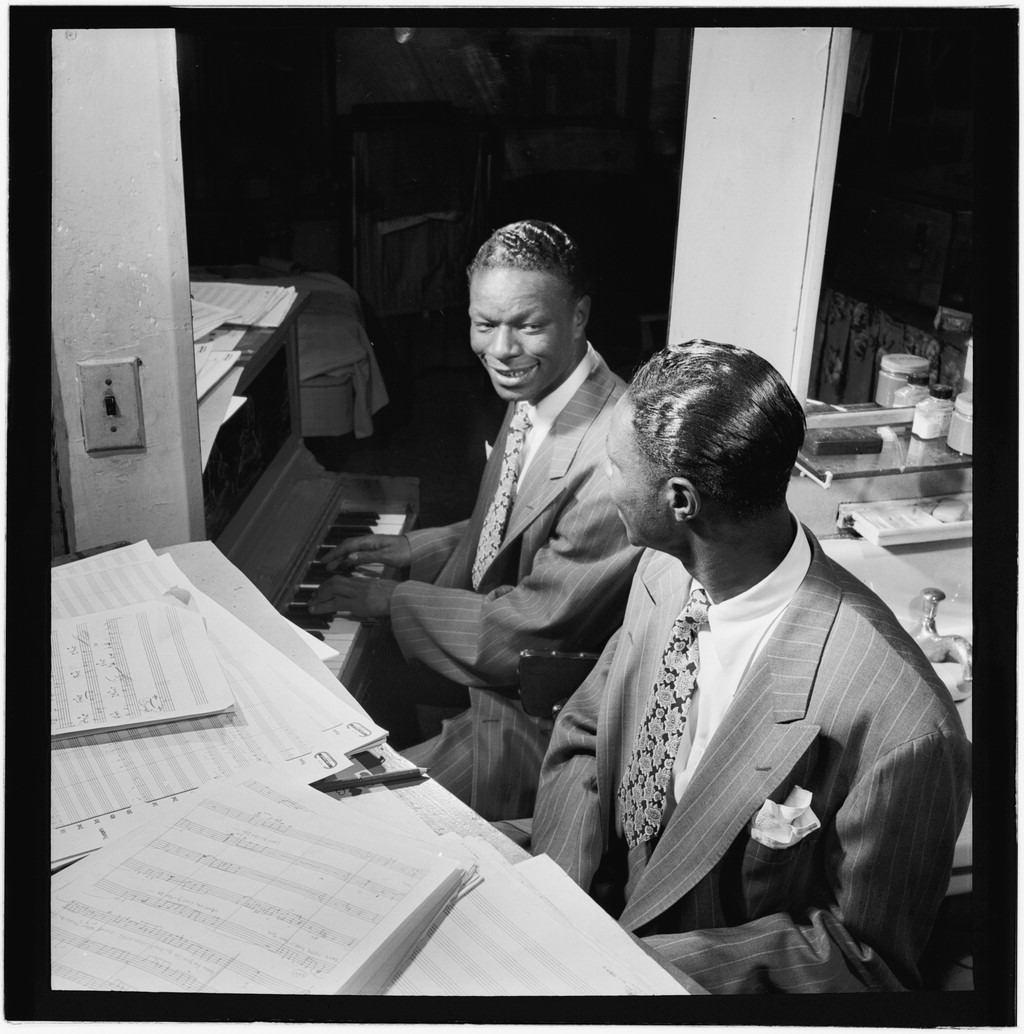
Nat King Cole, New York, ca. Juni 1947. Fotografie von William P. Gottlieb

1947 war eines der letzten Jahre, in denen der Einfluss der Big Bands auf die Popmusik noch erkennbar war; sie würden zwar noch ein paar Jahre mehr durchhalten, aber der Sänger als Solist war in der Regel fest an der Spitze der amerikanischen Charts verankert. Namen wie Nat „King“ Cole, Perry Como, Francis Craig („Near You“), Freddy Martin, Sammy Kaye („That's My Desire“), Frankie Laine, Andy Russell, Ted Weems („Heartaches“) und Tex Williams („Smoke, Smoke, Smoke That Cigarette“) führten die Hitparaden an. Unter den ersten 15 Aufnahmen in den Charts war nur Count Basie ein Act im Big-Band-Modus – obwohl Basie diese Aufnahme von „Open the Door, Richard“ mit jeder Besetzung von Musikern hätte aufnehmen können, die er wählen könnte. Die anderen 14 Top-Songs waren jetzt alle durch den Sänger und nicht durch den Bandleader populär. etwa „Chi-Baba Chi-Baba“ (gesungen von Perry Como), „Huggin’ and Chalkin’“ (Hoagy Carmichael), „I Love You for Sentimental Reasons“ vom Nat „King“ Cole Trio oder „Feudin’ and Fightin’“ von Dorothy Shay. Einer der erfolgreichsten Titel dieses Jahres war jedoch die nostalgische Instrumentalnummer „Peg O’ My Heart“ von Jerry Murad's Harmonicats.
Zu den erfolgreichsten Songs dieses Jahres gehörte der „Anniversary Song“, der – obwohl er nie #1 erreichte – in zahlreichen Versionen im Februar und März of 1947 in den amerikanischen Hitparaden vertreten war, eingespielt von Al Jolson (Decca, 14 Wochen, #2), Tex Beneke/Glenn Miller Orchestra (RCA Victor, 8 Wochen, #3), Guy Lombardo (Decca, 10 Wochen, #4), Dinah Shore (Columbia, 8
Wochen, #4), Andy Russell (Capitol, 2 Wochen, #5). Auch Musiker wie Django Reinhardt, Bing Crosby, Dennis Day und Patti Page coverten ihn in diesem Jahr.

## Tabelle
| Interpret                                                                                                 | Titel Autor(en) | Charteinstieg | Wochen | HP | Labelnummer       | Bemerkungen |
| --- | --- | ------------- | ------ | -- | ----------------- | --- |
| The Andrews Sisters with Vic Schoen & his Orchestra                                                       | Near You Francis Craig, Kermit Goell                                                                                   | 11.10.1947    | 10     | 4  | Decca 24 171      | Francis Craig (1900–1966), ein Pianist aus Nashville, hatte die Nummer zunächst auf dem kleinen Label Bullet (#1001) vorgelegt, die bald darauf von The Andrew Sisters und Larry Green & his Orchestra gecovert wurde. |
| Count Basie & his Orchestra, Vocal Refrain by Harry Edison & Bill Johnson                                 | Open the Door, Richard! John Mason, Don Howell, Jack McVea, Frank Clarke                                               | 15.02.1947    | 4      | 1  | Victor 20-2127    | |
| Tex Beneke with the Glenn Miller Orchestra, Vocal Refrain by Garry Stevens & the Mello Larks              | Anniversary Song (From the Columbia-Picture "The Jolson Story") Al Jolson, Saul Chaplin                                | 01.03.1947    | 8      | 3  | Victor 20-2126    | Version des Stückes aus der Columbia-Produktion Der Jazzsänger. |
| Tex Beneke with the Glenn Miller Orchestra, Vocal Refrain by the Crew Chiefs                              | A Gal in Calico (From the Warner Bros.-Picture "The Time, Place and the Girl") Leo Robin, Arthur Schwartz              | 11.01.1947    | 4      | 6  | Victor 20-1991    | Version des Stückes aus der Warner Bros.-Produktion Der Himmel voller Geigen (q946), in dem der Song von Dennis Morgan, Jack Carson und Sally Sweetland (als Gesangsdouble für Martha Vickers) vorgestellt wird. |
| Frankie Carle & his Orchestra, Vocal Chorus by Marjorie Hughes                                            | Rumors are Flying Bennie Benjamin, George David Weiss                                                                  | 28.12.1946    | 3      | 8  | Columbia 37 069   | Die Songs Oh, What It Seemed to Be und Rumors Are Flying festigten das Image des Frankie Carle Orchesters. |
| Hoagy Carmichael & his Orchestra                                                                          | Ole Buttermilk Sky (From the Picture "Canyon Passage") Hoagy Carmichael, Jack Brooks                                   | 28.12.1946    | 8      | 2  | ARA 155           | Aus der Universal-Produktion Feuer am Horizont; die Version erhielt 1947 eine Oscarnominierung für den besten Song. |
| Hoagy Carmichael with the Chickadees & Vic Schoen & his Orchestra                                         | Huggin' and Chalkin Clancy Hayes, Kermit Goell                                                                         | 28.12.1946    | 10     | 2  | Decca 23 675      | 1946 arbeitete Carmichael mit dem New Yorker Kermit Goell an „Huggin’ and Chalkin’“ zusammen, an einem optimistischen Novelty Song, der das Lob einer Geliebten namens Rosabelle McGee sang. |
| Buddy Clark with Mitchell Ayres & his Orchestra                                                           | Peg o’ My Heart Alfred Bryan, Fred Fisher                                                                              | 05.07.1947    | 7      | 4  | Columbia 37 392   | Coverversion des für das Broadway-Musical Ziegfeld Follies of 1913 verfassten Lieds, das 1947 als Instrumentalstück weltweit bekannt wurde. |
| Perry Como & the Satisfiers with Russ Case & his Orchestra                                                | Winter Wonderland Felix Bernard, Dick Smith                                                                            | 28.12.1946    | 1      | 10 | Victor 20-1968    | ein englischer Song, der häufig um die Weihnachtszeit gesungen wird. Die Musik wurde von Felix Bernard (1897–1944) komponiert, sein Text stammt von Richard B. Smith (1901–1935). Die erste Aufnahme stammt aus dem Jahr 1934 von Richard Himber and His Ritz-Carlton Orchestra mit Joey Nash. |
| Perry Como & the Satisfiers with Lloyd Shaffer & his Orchestra                                            | Chi-Baba, Chi-Baba (My Bambino Go to Sleep) Mack David, Al Hoffman, Jerry Livingston                                   | 07.06.1947    | 12     | 1  | Victor 20-2259    | Como war 1947 eine feste Größe in den Billboard Charts mit seinen drei großen HitsChi-Baba Chi Baba (My Bambino Go to Sleep), When You Were Sweet Sixteen und I Wonder Who's Kissing Her Now. |
| Perry Como & the Satisfiers with Lloyd Shaffer & his Orchestra                                            | When You Were Sweet Sixteen James Thornton                                                                             | 23.08.1947    | 12     | 2  | Victor 20-2259    | B-Seite von Chi-Baba, Chi-Baba (My Bambino Go to Sleep). |
| Francis Craig & his Orchestra, Vocal by Bob Lamm                                                          | Near You Francis Craig, Kermit Goell                                                                                   | 06.09.1947    | 16     | 1  | Bullet 1001       | Im Dezember 1947 auf Platz 1 der Billboard-Liste und die B-Seite von Red Rose. Der Gesang stammte von Bob Lamm. Obwohl dies ein großer Erfolg war, hatte Francis Craig nur eine weitere nationale Hit-Single mit seinem Orchester, Beg Your Pardon, einige Monate nach Near You. |
| Bing Crosby with Ken Darby Singers & John Scott Trotter & his Orchestra                                   | White Christmas (1946) Irving Berlin                                                                                   | 28.12.1946    | 6      | 2  | Decca 23 778      | Der Lyriker Carl Sandburg schrieb: „Wenn wir ['White Christmas'] singen, hassen wir niemanden.“ |
| Bing Crosby & Carmen Cavallaro at the Piano                                                               | How Soon (Will I Be Seeing You?) Carroll Lucas, Jack Owens                                                             | 06.12.1947    | 3      | 9  | Decca 24 101      | B-Seite von You Do. |
| Bing Crosby & Carmen Cavallaro at the Piano                                                               | You Do (From 20th Century-Fox-Picture "Mother Wore Tights") Mack Gordon, Josef Myrow                                   | 01.11.1947    | 6      | 10 | Decca 24 101      | Version des Stückes aus der 20th Century-Fox-Produktion Es begann in Schneiders Opernhaus. |
| Bing Crosby with The Calico Kids & John Scott Trotter & his Orchestra                                     | A Gal in Calico (From Warner Bros.-Picture "The Time, Place and the Girl") Arthur Schwartz, Leo Robin                  | 18.01.1947    | 2      | 9  | Decca 23 739      | Version des Stückes aus der Warner Bros.-Produktion Der Himmel voller Geigen (1946, Regie David Butler), in dem der Song von Dennis Morgan, Jack Carson und Martha Vickers (vertreten durch ihr Gesangsdouble Sally Sweetland) vorgestellt wird. |
| Bing Crosby with Fred Waring & the Glee Club                                                              | Whiffenpoof Song Meade Minnigerode, George S. Pomeroy, Tod B. Galloway                                                 | 15.11.1947    | 5      | 7  | Decca 23 990      | Der Sänger Rudy Vallée hatte The Whiffenpoof Song, als er an der Yale University war, überarbeitete den Song und schrieb ein neues Piano-Arrangement für ihn. Dennoch war die Leitung der Yale University unglücklich über den Song und wies sein Angebot zurück, Tantiemen zu zahlen. |
| Vic Damone with Jerry Gray & his Orchestra                                                                | I Have But One Heart Marty Symes, Johnny Farrow                                                                        | 30.08.1947    | 3      | 8  | Mercury 5053      | B-Seite von Ivy, einem Song, geschrieben von Hoagy Carmichael. |
| Dennis Day with Charles Dant & his Orchestra                                                              | Mam'selle (From the 20th Century-Fox-Picture "The Razor's Edge") Mack Gordon, Edmund Goulding                          | 03.05.1947    | 5      | 8  | Victor 20-2211    | Version des Stückes aus der 20th Century-Fox-Produktion Auf Messers Schneide, in dem der Song in französisch von Robert Laurent vorgestellt wird. |
| Clark Dennis with Orchestra                                                                               | Peg o’ My Heart Fred Fisher, Alfred Bryan                                                                              | 12.07.1947    | 1      | 10 | Capitol 346       | Peg O’ My Heart war die erfolgreichste Single des Sängers Clark Dennis. Der Song erschien auch in den Versionen von The Three Suns, Art Lund, Ted Weems und Buddy Clark. |
| Hal Derwin with Frank De Vol & his Orchestra                                                              | The Old Lamplighter Charles Tobias, Nat Simon                                                                          | 25.01.1947    | 1      | 10 | Capitol 288       | Der Song Old Lamp-Lighter thematisiert in seiner unvergesslichen Lyrik, dass man es satt habe, durch die Landschaft zu streifen und sich danach sehnt, in die Süden zu den ‚alten Leuten‘ zurückzukehren. |
| Dusty Fletcher with Jimmy Jones & his Band                                                                | Open the Door, Richard! - Part 1 Dusty Fletcher                                                                        | 08.02.1947    | 5      | 3  | National 4012     | Mit George Treadwell (tp), Dickie Harris (trb), Big Nick Nicholas (ts), Jimmy Jones (p), Al McKibbon (kb) und J. C. Heard (dr). |
| Arthur Godfrey with Archie Bleyer & his Orchestra                                                         | Too Fat Polka (I Don't Want Her, You Can Have Her, She's Too Fat For Me) Ross MacLean, Arthur Richardson               | 08.11.1947    | 7      | 2  | Columbia 37 921   | „Er konnte nicht singen, doch seine Aufnahme der Too Fat Polka (‚Ich will sie nicht, du kannst sie haben, sie ist zu fett für mich‘) stieg im November 1947 in die Pop-Charts.“ |
| Larry Green & his Orchestra, Vocal Refrain by Trio                                                        | Near You Kermit Goell, Francis Craig                                                                                   | 18.10.1947    | 10     | 3  | Victor 20-2421    | |
| The Harmonicats                                                                                           | Peg o' My Heart Fred Fisher, Alfred Bryan                                                                              | 26.04.1947    | 21     | 1  | Vitacoustic 1     | „Peg O’My Heart“ stammt aus dem Jahr 1913; Alfred Bryan und Fred Fisher schrieben den Titel für die Ziegfeld Follies. Die Harmonicats waren sicher, mit „Fantasie Impromptu“ einen Erfolg zu landen und nahmen „Peg O’My Heart“ auf die B-Seite, bis ein Disc-Jockey auf das Stück aufmerksam wurde, das 1947 auch in den Versionen von The Three Suns und als Gesangstitel von Buddy Clark populär war. |
| Phil Harris & his Orchestra, Vocal Refrain by The Sportsmen                                               | Smoke! Smoke! Smoke! (That Cigarette) Merle Travis, Tex Williams                                                       | 23.08.1947    | 4      | 8  | Victor 20-2370    | Der Countrymusiker Tex Williams und seine Band hatten den Novelty Song mit Anleihen beim Talking Blues aufgenommen und mit einem Text versehen, der sich auf satirische Weise mit dem Rauchen beschäftigte. „Smoke!“ wurde zu einem der herausragendsten Crossover-Hits des Jahres; er stand 16 Wochen an der Spitze der Country Charts.                                                                 |
| Dick Haymes with Mixed Quartet                                                                            | I Wish I Didn't Love You So (From Paramount-Picture "The Perils of Pauline") Frank Loesser                             | 08.11.1947    | 4      | 9  | Decca 23 977      | Version des Stückes aus der Paramount-Produktion Pauline, laß das Küssen sein (1947), in dem der Song von Betty Hutton vorgestellt wurde. |
| Dick Haymes with Gordon Jenkins & his Orchestra                                                           | How Are Things in Glocca Morra (From Musical Production "Finian's Rainbow") Burton Lane, E. Y. Harburg                 | 29.03.1947    | 1      | 9  | Decca 23 830      | Ella Logan stellte das Lied in dem Broadway-Musical Finian’s Rainbow vor. Der Song war 1947 auch in den Versionen von Buddy Clark, Bing Crosby, Dennis Day, Tommy Dorsey und Gracie Fields populär; auch Mel Tormé & Page Cavanaugh Trio nahmen den Song in dieser Zeit auf. |
| Dick Haymes with Gordon Jenkins & his Orchestra                                                           | Mam'selle (Theme from French Cafe Scene, 20th Century-Fox-Picture "The Razor's Edge") Edmund Goulding, Mack Gordon     | 03.05.1947    | 8      | 4  | Decca 23 861      | Version des Stückes aus der 20th Century-Fox-Produktion Auf Messers Schneide. |
| Eddy Howard & his Orchestra                                                                               | An Apple Blossom Wedding Jimmy Kennedy, Nat Simon                                                                      | 15.11.1947    | 1      | 14 | Majestic 1156     | Der romantische Old-Time-Song war auf der B-Seite von Blue Tail Fly. |
| Eddy Howard & his Orchestra                                                                               | (I Love You) For Sentimental Reasons William Best, Deek Watson                                                         | 18.01.1947    | 5      | 6  | Majestic 1071     | Neben der Version von Eddy Howard kam die Ballade in vier weiteren Versionen in die nationalen Popcharts, vom King Cole Trio, Charlie Spivak, Ella Fitzgerald und Dinah Shore. |
| Eddy Howard & his Orchestra                                                                               | I Wonder, I Wonder, I Wonder Daryl Hutchins                                                                            | 07.06.1947    | 13     | 3  | Majestic 1124     | Der Bandleader und Sänger Eddy Howard setzte 1947 mit I Wonder den Erfolg von To Each His Own vom Vorjahr fort, bri dem er ebenfalls von einem Vokaltrio begleitet worden war. |
| Eddy Howard & his Orchestra                                                                               | My Adobe Hacienda Louise Massey, Lee Penny                                                                             | 12.04.1947    | 11     | 4  | Majestic 1117     | My Adobe Hacienda war 1947 in den Versionen von Billy Williams, Eddy Howard, Kenny Baker, Louise Massey und The Dinning Sisters in den US-Popcharts erfolgreich. |
| Betty Hutton with Joe Lilley & his Orchestra                                                              | I Wish I Didn't Love You So (From the Paramount-Picture "Perils of Pauline") Frank Loesser                             | 18.10.1947    | 4      | 6  | Capitol 409       | Version des Stückes aus der Paramount-Produktion Pauline, laß das Küssen sein. |
| Red Ingle & The Natural Seven, Vocal by Cinderella G. Stump                                               | Temptation (Tim-Tayshun) Nacio Herb Brown, Arthur Freed                                                                | 28.06.1947    | 13     | 2  | Capitol 412       | Eine humoristische Hillbilly-Nummer, vorgetragen von Red Ingle & Jo Stafford (alias Cinderella G. Stump). Red Ingle (1906–1965) war bekannt für seine Comedy-Platten mit Spike Jones und seine eigenen Natural Seven-Platten für Capitol. |
| Harry James & his Orchestra, Vocal Chorus by Marion Morgan                                                | Heartaches John Klenner, Al Hoffman                                                                                    | 26.04.1947    | 3      | 8  | Columbia 37 305   | Marion Morgan (* 1923) war eine amerikanische Sängerin, die von 1946 bis 1949 bei Harry James sang, bevor sie eine Solokarriere begann, die in den frühen 1950er Jahren florierte. Heartaches (1933 ein Hit für das Ted Weems Orchestra) war Harry James’ letzter Charterfolg. |
| Al Jolson with Morris Stoloff & his Orchestra                                                             | Anniversary Song (Featured in Columbia-Picture "The Jolson Story") Al Jolson, Saul Chaplin                             | 15.02.1947    | 14     | 2  | Decca 23 714      | Version des Stückes aus der Columbia-Produktion Der Jazzsänger. In dem Film singt Jolson das Lied als Gesangsdouble für den Schauspieler Larry Parks. |
| Louis Jordan & his Tympany Five                                                                           | Open the Door, Richard! Jack McVea, Dan Howell, Dusty Fletcher, John Mason                                             | 15.03.1947    | 2      | 7  | Decca 23 841      | 947 hatten ein Dutzend andere die Melodie gecovert und Open the Door, Richard wurde landesweit zu einer angesagten Redewendung. Louis Jordans beliebte Jive-Version erzählt die Geschichte eines Betrunkenen: „Der Kerl war sicher mit Alkohol abgefüllt ... das war er, er war enttäuscht, er war unruhig ... nun, er war einfach nur betrunken.“                                                       |
| Danny Kaye & the Andrews Sisters with Vic Schoen & his Orchestra                                          | Civilization (Bongo, Bongo, Bongo) Carl Sigman, Bob Hilliard                                                           | 22.11.1947    | 5      | 4  | Decca 23 940      | „Civilization (Bongo, Bongo, Bongo)“, wie von Danny Kaye und (erneut) den Andrews Sisters aufgenommen, ging im November 1947 in die Charts ein und erzählte die Geschichte eines Einheimischen, der sich über die unzivilisierten Lebensweisen derjenigen lustig macht, die in dieser ‚Zivilisation‘ leben.                                                                                              |
| The King Cole Trio                                                                                        | (I Love You) For Sentimental Reasons Deek Watson, William Best                                                         | 28.12.1946    | 9      | 1  | Capitol 304       | (I Love You) for Sentimental Reasons, die Erfolgsnummer des King Cole Trio aus Nat Cole, Oscar Moore und Johnny Miller, war 1946/47 in sechs Versionen in den Charts, neben Cole von Ella Fitzgerald mit den Delta Rhythm Boys, Charlie Spivak, Dinah Shore und Art Kassel. |
| The King Cole Trio with String Choir                                                                      | The Christmas Song (Merry Christmas To You) Robert Wells, Mel Tormé                                                    | 28.12.1946    | 1      | 7  | Capitol 311       | „Wer kann vergessen, wenn Nat King Cole von den Kastanien singt, die auf einem offenen Feuer braten.“ Den Song hatte 1946 auch Bing Crosby, Les Brown, Benny Goodman, und Martha Tilton im Repertoire. |
| Kay Kyser & his Orchestra, Vocal Chorus by Michael Douglas & The Campus Kids                              | Ole Buttermilk Sky (From "Canyon Passage") Hoagy Carmichael, Jack Brooks                                               | 28.12.1946    | 4      | 3  | Columbia 37 073   | Version des Stückes aus der Universal-Produktion Feuer am Horizont. Mit Ole Buttermilk Sky waren neben Kyser und dem Co-Autor Hoagy Carmichael auch Matt Dennis & Paul Weston, Helen Carroll und Conne Boswell in den US-Charts. |
| Kay Kyser & his Orchestra, Vocal Chorus by Mike Douglas & The Campus Kids                                 | The Old Lamplighter Charles Tobias, Nat Simon                                                                          | 28.12.1946    | 7      | 4  | Columbia 37 095   | Der Sänger Mike Douglas nahm mit Kyser neben The Old Lamplighter auch Ole Buttermilk Sky auf. |
| Kay Kyser & his Orchestra, Vocal Chorus by the Campus Kids feat. Gloria Wood                              | Managua, Nicaragua Albert Gamse, Irving Fields                                                                         | 15.03.1947    | 2      | 9  | Columbia 37 214   | |
| Frankie Laine & Mannie Klein's All Stars                                                                  | That's My Desire Helmy Kresa, Carroll Loveday                                                                          | 05.07.1947    | 4      | 7  | Mercury 5007      | Unter anderen mit Si Zentner (Posaune), Babe Russin (Tenorsaxophon) und George Van Eps (Gitarre). |
| Elliot Lawrence & his Orchestra, Vocal Chorus by Rosalind Patton                                          | Near You Kermit Goell, Francis Craig                                                                                   | 11.10.1947    | 2      | 9  | Columbia 37 838   | |
| Peggy Lee with Dave Barbour & his Orchestra                                                               | Golden Earrings (From the Paramount-Picture "Golden Earrings") Jay Livingston, Ray Evans, Victor Young                 | 29.11.1947    | 4      | 11 | Capitol 15 009    | Version des Stückes aus der Paramount-Produktion Golden Earrings (1947, Regie Mitchell Leisen), in dem der Song von Murvyn Vye vorgestellt wird. |
| Guy Lombardo & his Royal Canadians, Vocal Chorus by Kenny Gardner                                         | Anniversary Song (From Columbia-Picture "The Jolson Story") Al Jolson, Saul Chaplin                                    | 22.02.1947    | 10     | 4  | Decca 23 799      | Version des Stückes aus der Columbia-Produktion Der Jazzsänger. |
| Guy Lombardo & his Royal Canadians, & his Royal Canadians, Vocal Chorus by Don Rodney & the Lombardo Trio | I Wonder, I Wonder, I Wonder Daryl Hutchins                                                                            | 28.06.1947    | 7      | 8  | Decca 23 865      | Der Song wurde um 1946 u. a. auch von Louis Armstrong, Eddy Howard und Patti Page gecovert, 1960 von Elvis Presley. |
| Guy Lombardo & his Royal Canadians, & his Royal Canadians, Vocal Chorus by Don Rodney & the Lombardo Trio | Managua – Nicaragua Irving Fields, Albert Gamse                                                                        | 22.02.1947    | 9      | 4  | Decca 23 782      | |
| Art Lund with Johnny Thompson & his Orchestra                                                             | And Mimi Jimmy Kennedy, Nat Simon                                                                                      | 22.11.1947    | 1      | 14 | MGM 10 082        | „–And Mimi“ war die B-Seite von Liunds Version von „Jealous“, einem Song von Dick Finch, Little Jack Little und Tommie Malie. |
| Art Lund with Johnny Thompson & his Orchestra                                                             | Mam'selle (Theme From the French Cafe Scene, 20th Century-Fox-Picture "The Razor's Edge") Edmund Goulding, Mack Gordon | 19.04.1947    | 11     | 1  | MGM 10 011        | Version des Stückes aus der 20th Century-Fox-Produktion Auf Messers Schneide. |
| Art Lund with Johnny Thompson & his Orchestra                                                             | Peg o’ My Heart Fred Fisher, Alfred Bryan                                                                              | 28.06.1947    | 10     | 6  | MGM 10 037        | Peg O' My Heart war die B-Seite von Art Lunds Single Sleepy Time Gal, ein Song von Ange Lorenzo, Joseph Alden, Raymond Egan und Richard Whiting. |
| Freddy Martin & his Orchestra, Vocal Refrain by Stuart Wade & Ensemble                                    | Managua, Nicaragua Albert Gamse, Irving Fields                                                                         | 08.02.1947    | 11     | 1  | Victor 20-2026    | |
| Jack McVea & his All Stars                                                                                | Open The Door, Richard! John Mason, Don Howell, Jack McVea, Frank Clarke                                               | 22.02.1947    | 2      | 7  | Black & White 792 | |
| Johnny Mercer with Paul Weston & his Orchestra                                                            | Sugar Blues Clarence Williams, Lucy Fletcher                                                                           | 22.11.1947    | 1      | 15 | Capitol 448       | In Paul Westons Orchester spielten bei Sugar Blues, einem Standard aus den frühen 1920er-Jahren, Jazzmusiker wie Ray Linn, Matty Matlock, Charles LaVere, Dave Barbour und Nick Fatool. |
| The Mills Brothers                                                                                        | Across the Alley from the Alamo Joe Greene                                                                             | 24.05.1947    | 9      | 4  | Decca 23 863      | Das Fort Alamo war Gegenstand von Across the Alley from the Alamo. |
| Vaughn Monroe & his Orchestra                                                                             | Ballerina (Dance, Ballerina, Dance) Bob Russell, Carl Sigman                                                           | 08.11.1947    | 7      | 1  | Victor 20-2433    | Der Song, ein Millionenhit für Monroe, gelang 1947/48 auch in den Versionen von Buddy Clark, Bing Crosby und von Jimmy Dorsey and his Orchestra in die Charts; 1957 war Nat King Cole mit Ballerina erneut erfolgreich. |
| Vaughn Monroe & his Orchestra, Vocal Refrain by the Moon Maids                                            | How Soon? (Will I Be Seeing You) Jack Owens, Carroll Lucas                                                             | 22.11.1947    | 5      | 5  | Victor 20-2523    | |
| Vaughn Monroe & his Orchestra, Vocal Refrain by the Moon Maids                                            | I Wish I Didn't Love You So (From the Paramount-Picture "Perils Of Pauline") Frank Loesser                             | 20.09.1947    | 14     | 2  | Victor 20-2294    | Version des Stückes aus der Paramount-Produktion Pauline, laß das Küssen sein. |
| Vaughn Monroe & his Orchestra, Vocal Refrain by the Moon Maids                                            | Kokomo, Indiana (From the 20th Century-Fox-Picture "Mother Wore Tights") Mack Gordon, Josef Myrow                      | 25.10.1947    | 1      | 10 | Victor 20-2361    | Version des Stückes aus der 20th Century-Fox-Produktion Es begann in Schneiders Opernhaus (Alternativtitel Die reizendsten Eltern der Welt), 1947, Regie Walter Lang, in dem der Song von Betty Grable und Dan Dailey vorgestellt wird. |
| Vaughn Monroe & his Orchestra, Vocal Refrain by the Moon Maids                                            | You Do (From the 20th Century-Fox-Picture "Mother Wore Tights") Mack Gordon, Josef Myrow                               | 01.11.1947    | 7      | 8  | Victor 20-2361    | B-Seite von Kokomo, Indiana; Version des Stückes aus der 20th Century-Fox-Produktion Es begann in Schneiders Opernhaus (1947), in dem der Song von Dan Dailey (mit Chor), von Betty Grable (mit Quartett) und von Mona Freeman (vertreten durch ihr Gesangsdouble Imogene Lynn) vorgestellt wird. |
| Ray Noble & his Orchestra with Buddy Clark                                                                | I’ll Dance at Your Wedding Herbert Magidson, Ben Oakland                                                               | 20.12.1947    | 1      | 12 | Columbia 37 967   | I’ll Dance at Your Wedding wurde 1947/48 auch von Peggy Lee & Dave Barbour, Bing Crosby and The Rhythmaires, Jeanie Leitt & Billy Kyle Quartet aufgenommen. |
| Ray Noble & his Orchestra with Buddy Clark                                                                | Linda Jack Lawrence | 29.03.1947    | 13     | 2  | Columbia 37 215   | Der Song entstand 1942; Jack Lawrence schrieb ihn während seines Militärdienstes im Zweiten Weltkrieg und entlieh den Titel der einjährigen Tochter seines Anwalts Lee Eastman. Seine Tochter war Linda Eastman McCartney, die künftige erste Frau des Beatle Paul McCartney. |
| Jack Owens with Eddie Ballantine & his Orchestra                                                          | How Soon (Will I Be Seeing You) Jack Owens, Carroll Lucas                                                              | 08.11.1947    | 7      | 4  | Tower 1258        | |
| The Pied Pipers with Paul Weston & his Orchestra                                                          | Mam'selle (Based on a Theme from the 20th Century-Fox-Picture "The Razor's Edge") Mack Gordon, Edmund Goulding         | 10.05.1947    | 4      | 9  | Capitol 396       | Version des Stückes aus der 20th Century-Fox-Produktion Auf Messers Schneide. |
| Louis Prima & his Orchestra                                                                               | Civilization (Bongo, Bongo, Bongo) Bob Hilliard, Carl Sigman                                                           | 15.11.1947    | 4      | 10 | Victor 20-2400    | |
| Alvino Rey & his Orchestra, Vocal by Jimmy Joyce                                                          | Near You Francis Craig, Kermit Goell                                                                                   | 25.10.1947    | 1      | 9  | Capitol 452       | |
| Andy Russell with Paul Weston & his Orchestra                                                             | Anniversary Song (From the Columbia-Picture "The Jolson Story") Al Jolson, Saul Chaplin                                | 22.03.1947    | 2      | 5  | Capitol 368       | Version des Stückes aus der Columbia-Produktion Der Jazzsänger. |
| Dorothy Shay with Mischa Russell & his Orchestra                                                          | Feudin’ and Fightin’ Al Dubin, Burton Lane                                                                             | 06.09.1947    | 11     | 4  | Columbia 37 189   | Dorothy Shay (1921–1978) war eine in den späten 1940er und frühen 50er Jahren populäre amerikanische Comedy-Künstlerin, die später Schauspielerin wurde. Sie wurde als „Park Avenue Hillbilly“ bekannt. |
| Dinah Shore with Orchestra                                                                                | (I Love You) For Sentimental Reasons Deek Watson, William Best                                                         | 18.01.1947    | 4      | 6  | Columbia 37 188   | |
| Dinah Shore with Morris Stoloff & his Orchestra                                                           | Anniversary Song (Based on a Theme by Ivanovici) (From "The Jolson Story") Al Jolson, Saul Chaplin                     | 08.03.1947    | 8      | 4  | Columbia 37 234   | Version des Stückes aus der Columbia-Produktion Der Jazzsänger. |
| Dinah Shore with Sonny Burke & his Orchestra                                                              | I Wish I Didn't Love You So (From "The Perils Of Pauline") Frank Loesser                                               | 25.10.1947    | 3      | 8  | Columbia 37 506   | Version des Stückes aus der Paramount-Produktion Pauline, laß das Küssen sein (1947, Regie George Marshall), in dem der Song von Betty Hutton vorgestellt wird. |
| Dinah Shore with Sonny Burke & his Orchestra                                                              | You Do (From "Mother Wore Tights") Frank Loesser                                                                       | 15.11.1947    | 13     | 3  | Columbia 37 587   | Version des Stückes aus der 20th Century-Fox-Produktion Es begann in Schneiders Opernhaus. |
| Frank Sinatra with Axel Stordahl & his Orchestra                                                          | Mam'selle (Theme From French Cafe Scene in "The Razor's Edge") Mack Gordon, Edmund Goulding                            | 17.05.1947    | 4      | 6  | Columbia 37 343   | Version des Stückes aus der 20th Century-Fox-Produktion Auf Messers Schneide. |
| Frank Sinatra with Axel Stordahl & his Orchestra                                                          | White Christmas (From "Holiday Inn") Irving Berlin                                                                     | 04.01.1947    | 1      | 8  | Columbia 36 756   | Version des Stückes aus der Paramount-Produktion Musik, Musik. |
| Charlie Spivak & his Orchestra, Vocal Refrain by Jimmy Saunders                                           | (I Love You) For Sentimental Reasons Deek Watson, William Best                                                         | 18.01.1947    | 4      | 7  | Victor 20-1981    | Mit (I Love You) For Sentimental Reasons hatten 1947 vor allem Nat Cole, Bing Crosby, Peggy Lee und Dinah Shore Erfolg. |
| Charlie Spivak & his Orchestra, Vocal Refrain by Tommy Mercer                                             | Linda Jack Lawrence | 05.04.1947    | 9      | 6  | Victor 20-2047    | Charlie Spivaks Version des Ray Noble/Buddy Clark Hits. |
| Jo Stafford with the Starlighters & Paul Weston & his Orchestra                                           | Feudin’ and Fightin’ Al Dubin, Burton Lane                                                                             | 18.10.1947    | 1      | 10 | Capitol 443       | Auch Bing Crosby (mit Bob Haggart's Orchestra), Doris Day und Dorothy Shay nahmen den Song 1947 auf. |
| Jo Stafford & Chorus with Paul Weston & his Orchestra                                                     | Serenade of the Bells Kay Twomey, Al Goodhart, Alfred Urbano                                                           | 20.12.1947    | 1      | 12 | Capitol 15 007    | |
| Swing and Sway with Sammy Kaye, Vocal Refrain by Billy Williams & Choir                                   | The Old Lamplighter Charles Tobias, Nat Simon                                                                          | 28.12.1946    | 8      | 1  | Victor 20-1963    | Ein nostalgisches Lied des traditionellen Pop: „He made the night a little brighter / Wherever he would go / The old lamplighter / Of long, long ago“ |
| Swing and Sway with Sammy Kaye, Vocal Refrain by Don Cornell & the Glee Club                              | An Apple Blossom Wedding Jimmy Kennedy, Nat Simon                                                                      | 18.10.1947    | 4      | 6  | Victor 20-2330    | Der Billboard lobte in seiner damaligen Besprechung „Don Cornells süßen Bariton, umrahmt von den Vokalharmonien des Glee Clubs [...]“ |
| Swing and Sway with Sammy Kaye, Vocal Refrain by Don Cornell & The Kaydets                                | That's My Desire Carroll Loveday, Helmy Kresa                                                                          | 21.06.1947    | 17     | 3  | Victor 20-2251    | |
| Swing and Sway with Sammy Kaye, Vocal Refrain by Don Cornell, The Kaydets & Choir                         | Serenade of the Bells Kay Twomey, Al Goodhart, Alfred Urbano                                                           | 15.11.1947    | 5      | 12 | Victor 20-2372    | Auch Gene Autry, Kay Kyser (mit Harry Babbitt & the Campus Kids), Tony Martin, Bob Houston und Jo Stafford nahmen den Song 1947 auf. |
| The Three Flames, Vocal by Tiger Haynes                                                                   | Open the Door, Richard Jack McVea, Frank Clark, Dan Howell                                                             | 22.02.1947    | 3      | 4  | Columbia 37 268   | |
| The Three Suns                                                                                            | Peg o’ My Heart Alfred Bryan, Fred Fisher                                                                              | 28.06.1947    | 16     | 2  | Victor 20-2272    | ie Gruppe The Three Suns wurde 1939 von den Brüdern Al Nevins (Gitarre) und Morty Nevins (Akkordeon) und ihrem Cousin, Radio- und Varieté-Veteranen Artie Dunn (Gesang, elektronische Orgel) gegründet. |
| Ted Weems & his Orchestra, Vocal by Bob Edwards, Whistling by Elmo Tanner                                 | Mickey Neil Moret, Harry Williams                                                                                      | 15.11.1947    | 2      | 10 | Mercury 5062      | Version eines Songs aus dem Jahr 1918 |
| Ted Weems & his Orchestra, Whistling by Elmo Tanner                                                       | Heartaches John Klenner, Al Hoffman                                                                                    | 08.03.1947    | 16     | 1  | Decca 25 017      | |
| Ted Weems & his Orchestra, Vocal Chorus by Perry Como & Vocal Ensemble                                    | I Wonder Who’s Kissing Her Now Joe E. Howard, Will M. Hough, Frank R. Adams                                            | 30.08.1947    | 11     | 3  | Decca 25 078      | Das Songwriter-Team Howard, Orlob, Hough und Adams schrieb den Song für das Musical The Prince of Tonight. |
| Paul Weston & his Orchestra with Matt Dennis                                                              | Ole Buttermilk Sky (From the Universal-Picture "Canyon Passage") Hoagy Carmichael, Jack Brooks                         | 04.01.1947    | 2      | 10 | Capitol 285       | Version des Stückes aus der Universal-Produktion Feuer am Horizont (1946, Regie Jacques Tourneur), mit Dana Andrews, Brian Donlevy und Susan Hayward in den Hauptrollen. |
| Margaret Whiting with Frank De Vol & his Orchestra                                                        | You Do (From the 20th Century-Fox-Picture "Mother Wore Tights") Mack Gordon, Josef Myrow                               | 01.11.1947    | 6      | 9  | Capitol 438       | Version des Stückes aus der 20th Century-Fox-Produktion Es begann in Schneiders Opernhaus. |
| Margaret Whiting with Jerry Gray & his Orchestra                                                          | Guilty Harry Akst, Gus Kahn, Margaret Whiting                                                                          | 15.03.1947    | 3      | 6  | Capitol 324       | Der Song von 1931, zunächst von Bing Crosby und Ruth Etting eingespielte, wurde vor allem durch die Versionen von Margaret Whiting (Richard Whitings Tochter) und von Johnny Desmond (beide 1946) bekannt; letztere gelang auf #12 der Billboard-Popchart. |
| Tex Williams & his Western Caravan                                                                        | Smoke! Smoke! Smoke! (That Cigarette) Merle Tavis, Tex Williams                                                        | 26.07.1947    | 12     | 1  | Capitol 40 001    | |